# Hockey su ghiaccio ai XII Giochi olimpici invernali
Il torneo di hockey su ghiaccio dei XII Giochi olimpici invernali si svolse dal 2 al 14 febbraio 1976 all'Olympiahalle di Innsbruck.

## Formato
Intitolate a partecipare furono le 6 squadre del gruppo A dei campionati mondiali del 1975, oltre alle migliori 4 del gruppo B, alla vincitrice del gruppo C e ai padroni di casa del Giappone. Ad ogni modo tre di queste rinunciarono a partecipare: Svezia (terza del gruppo A), Germania Est (vincitrice del gruppo B) e Norvegia (vincitrice del gruppo C). Il loro posto venne preso da Romania (quinta del gruppo B), Giappone (sesta del gruppo B) e Bulgaria (seconda del gruppo C).
Il torneo iniziò, come i precedenti, con un turno a eliminazione diretta. Gli incontri vennero stilati in base alle graduatorie dei mondiali precedenti, con scontri tra squadre del gruppo A e squadre del gruppo B e C. L'Unione Sovietica vinse l'oro per la quinta volta, davanti alla Cecoslovacchia. Il bronzo fu vinto a sorpresa dalla Germania Ovest, giunta a pari punti con Finlandia e USA, ma con una miglior differenza reti negli scontri diretti.
Sul torneo si stese l'ombra del doping: il giocatore cecoslovacco František Pospíšil venne trovato positivo alla codeina dopo la gara contro la Polonia. L'incontro, finito 7 a 1 per la Cecoslovacchia venne quindi assegnato a tavolino alla Polonia.

## Risultati

### Turno preliminare
| Innsbruck 2 febbraio 1976, ore -:- UTC+1 | Polonia | 7 – 4 | Romania | Olympiahalle Innsbruck |

| Innsbruck 2 febbraio 1976, ore -:- UTC+1 | Cecoslovacchia | 14 – 1 | Bulgaria | Olympiahalle Innsbruck |

| Innsbruck 2 febbraio 1976, ore -:- UTC+1 | Germania Ovest | 5 – 1 | Svizzera | Olympiahalle Innsbruck |

| Innsbruck 3 febbraio 1976, ore -:- UTC+1 | Finlandia | 11 – 2 | Giappone | Olympiahalle Innsbruck |

| Innsbruck 3 febbraio 1976, ore -:- UTC+1 | Stati Uniti | 8 – 4 | Jugoslavia | Olympiahalle Innsbruck |

| Innsbruck 3 febbraio 1976, ore -:- UTC+1 | Austria | 3 – 16 | Unione Sovietica | Olympiahalle Innsbruck |

### Fase a gironi

#### 7º-12º posto
| Pos. | Nazionale  | Pt | G | V | P | GF | GS | DR  |
| ---- | ---------- | -- | - | - | - | -- | -- | --- |
| 7.   | Romania    | 8  | 5 | 4 | 1 | 27 | 16 | +11 |
| 8.   | Austria    | 6  | 5 | 3 | 2 | 18 | 14 | +4  |
| 9.   | Giappone   | 6  | 5 | 3 | 2 | 20 | 18 | +2  |
| 10.  | Jugoslavia | 6  | 5 | 3 | 2 | 22 | 19 | +3  |
| 11.  | Svizzera   | 4  | 5 | 2 | 3 | 25 | 26 | -1  |
| 12.  | Bulgaria   | 8  | 5 | 0 | 5 | 19 | 38 | -19 |

| Innsbruck 5 febbraio 1976, ore -:- UTC+1 | Jugoslavia | 6 – 4 | Svizzera | Olympiahalle Innsbruck |

| Innsbruck 5 febbraio 1976, ore -:- UTC+1 | Romania | 3 – 1 | Giappone | Olympiahalle Innsbruck |

| Innsbruck 5 febbraio 1976, ore -:- UTC+1 | Austria | 6 – 2 | Bulgaria | Olympiahalle Innsbruck |

| Innsbruck 7 febbraio 1976, ore -:- UTC+1 | Romania | 3 – 4 | Jugoslavia | Olympiahalle Innsbruck |

| Innsbruck 7 febbraio 1976, ore -:- UTC+1 | Svizzera | 8 – 3 | Bulgaria | Olympiahalle Innsbruck |

| Innsbruck 7 febbraio 1976, ore -:- UTC+1 | Austria | 3 – 2 | Giappone | Olympiahalle Innsbruck |

| Innsbruck 9 febbraio 1976, ore -:- UTC+1 | Jugoslavia | 8 – 5 | Bulgaria | Olympiahalle Innsbruck |

| Innsbruck 9 febbraio 1976, ore -:- UTC+1 | Svizzera | 4 – 6 | Giappone | Olympiahalle Innsbruck |

| Innsbruck 9 febbraio 1976, ore -:- UTC+1 | Jugoslavia | 3 – 4 | Romania | Olympiahalle Innsbruck |

| Innsbruck 11 febbraio 1976, ore -:- UTC+1 | Romania | 9 – 4 | Bulgaria | Olympiahalle Innsbruck |

| Innsbruck 11 febbraio 1976, ore -:- UTC+1 | Jugoslavia | 3 – 4 | Giappone | Olympiahalle Innsbruck |

| Innsbruck 11 febbraio 1976, ore -:- UTC+1 | Austria | 3 – 5 | Svizzera | Olympiahalle Innsbruck |

| Innsbruck 13 febbraio 1976, ore -:- UTC+1 | Giappone | 7 – 5 | Bulgaria | Olympiahalle Innsbruck |

| Innsbruck 13 febbraio 1976, ore -:- UTC+1 | Romania | 8 – 4 | Svizzera | Olympiahalle Innsbruck |

| Innsbruck 13 febbraio 1976, ore -:- UTC+1 | Austria | 3 – 1 | Jugoslavia | Olympiahalle Innsbruck |

#### 1º-6º posto
| Pos. | Nazionale        | Pt | G | V | P | GF | GS | DR  |
| ---- | ---------------- | -- | - | - | - | -- | -- | --- |
| 1    | Unione Sovietica | 10 | 5 | 5 | 0 | 40 | 11 | +29 |
| 2    | Cecoslovacchia   | 6  | 5 | 3 | 2 | 17 | 10 | +7  |
| 3    | Germania Ovest   | 4  | 5 | 2 | 3 | 21 | 24 | -3  |
| 4    | Finlandia        | 4  | 5 | 2 | 3 | 19 | 18 | +1  |
| 5    | Stati Uniti      | 4  | 5 | 2 | 3 | 15 | 21 | -6  |
| 6    | Polonia          | 0  | 5 | 0 | 5 | 9  | 37 | -28 |

| Innsbruck 6 febbraio 1976, ore -:- UTC+1 | Polonia | 4 – 7 | Germania Ovest | Olympiahalle Innsbruck |

| Innsbruck 6 febbraio 1976, ore -:- UTC+1 | Unione Sovietica | 6 – 2 | Stati Uniti | Olympiahalle Innsbruck |

| Innsbruck 6 febbraio 1976, ore -:- UTC+1 | Cecoslovacchia | 2 – 1 | Finlandia | Olympiahalle Innsbruck |

| Innsbruck 8 febbraio 1976, ore -:- UTC+1 | Unione Sovietica | 16 – 1 | Polonia | Olympiahalle Innsbruck |

| Innsbruck 8 febbraio 1976, ore -:- UTC+1 | Finlandia | 5 – 3 | Germania Ovest | Olympiahalle Innsbruck |

| Innsbruck 8 febbraio 1976, ore -:- UTC+1 | Cecoslovacchia | 5 – 0 | Stati Uniti | Olympiahalle Innsbruck |

| Innsbruck 10 febbraio 1976, ore -:- UTC+1 | Finlandia | 4 – 5 | Stati Uniti | Olympiahalle Innsbruck |

| Innsbruck 10 febbraio 1976, ore -:- UTC+1 | Cecoslovacchia | 0 – 1 | Polonia | Olympiahalle Innsbruck |

| Innsbruck 10 febbraio 1976, ore -:- UTC+1 | Unione Sovietica | 7 – 3 | Germania Ovest | Olympiahalle Innsbruck |

| Innsbruck 12 febbraio 1976, ore -:- UTC+1 | Stati Uniti | 7 – 1 | Polonia | Olympiahalle Innsbruck |

| Innsbruck 12 febbraio 1976, ore -:- UTC+1 | Cecoslovacchia | 7 – 4 | Germania Ovest | Olympiahalle Innsbruck |

| Innsbruck 12 febbraio 1976, ore -:- UTC+1 | Unione Sovietica | 7 – 2 | Finlandia | Olympiahalle Innsbruck |

| Innsbruck 14 febbraio 1976, ore -:- UTC+1 | Stati Uniti | 1 – 4 | Germania Ovest | Olympiahalle Innsbruck |

| Innsbruck 14 febbraio 1976, ore -:- UTC+1 | Finlandia | 7 – 1 | Polonia | Olympiahalle Innsbruck |

| Innsbruck 14 febbraio 1976, ore -:- UTC+1 | Unione Sovietica | 4 – 3 | Cecoslovacchia | Olympiahalle Innsbruck |

## Classifica finale
| Pos.    | Nazione          | Rosa |
| ------- | ---------------- | --- |
| Oro     | Unione Sovietica | Vladislav Tret'jak, Aleksandr Sidelnikov, Aleksandr Gusev, Vladimir Lutchenko, Sergei Babinov, Yury Lyapkin, Gennadiy Tsygankov, Sergey Kapustin, Aleksandr Mal'cev, Boris Aleksandrov, Boris Mikhailov, Aleksandr Jakušev, Vladimir Petrov, Valerij Charlamov, Vladimir Šadrin, Valerij Vasil'ev, Viktor Shalimov, Viktor Zhluktov |
| Argento | Cecoslovacchia   | Jiří Holík, Oldřich Machač, František Pospíšil, Jiří Holeček, Bohuslav Šťastný, Ivan Hlinka, Vladimír Martinec, Eduard Novák, Josef Augusta, Jiří Bubla, Milan Chalupa, Jiří Crha, Miroslav Dvořák, Bohuslav Ebermann, Milan Kajkl, Jiří Novák, Milan Nový, Jaroslav Pouzar, Pavol Svitana                                          |
| Bronzo  | Germania Ovest   | Lorenz Funk, Ernst Köpf, Alois Schloder, Rudolf Thanner, Josef Völk, Anton Kehle, Erich Kühnhackl, Rainer Philipp, Klaus Auhuber, Ignaz Berndaner, Wolfgang Boos, Martin Hinterstocker, Udo Kiessling, Walter Köberle, Stefan Metz, Franz Reindl, Ferenc Vozar, Erich Weishaupt                                                     |
| 4.      | Finlandia        | |
| 5.      | Stati Uniti      | |
| 6.      | Polonia          | |
| 7.      | Romania          | |
| 8.      | Austria          | |
| 9.      | Giappone         | |
| 10.     | Jugoslavia       | |
| 11.     | Svizzera         | |
| 12.     | Bulgaria         | |